# Giórgos Papandréou
Para su abuelo, véase Geórgios Papandréou
Giórgos Papandréou (en griego Γιώργος Παπανδρέου, AFI: [ˈʝoɾɣos papanˈðre̞u]; Saint Paul, Minnesota, Estados Unidos, 16 de junio de 1952), también conocido por su nombre completo Giórgos Andreas Papandréou (Γεώργιος Ανδρέας Παπανδρέου) o como George Papandreou (adaptación inglesa), es un político  y sociólogo griego. Fue Presidente del Movimiento Socialista Panhelénico, Primer ministro de Grecia desde 2009 hasta su dimisión en 2011, tras haber sido ministro griego de Exteriores desde 1994 hasta 2004.

## Biografía
Forma parte de una estirpe familiar de políticos griegos, pues su padre Andréas Papandréou y su abuelo Geórgios Papandréou ocuparon el cargo de primer ministro de Grecia en etapas anteriores. En 2006 fue elegido presidente de la Internacional Socialista.
Fue elegido primer ministro de Grecia después de elecciones parlamentarias 2009.
Presentó su renuncia el 6 de noviembre de 2011, debido a la grave crisis de la deuda soberana en Grecia, a pesar de haber ganado una moción de confianza en el Parlamento.
El 1 de noviembre de 2011 cesa a la cúpula militar por temor a un golpe de Estado.
Las negociaciones para el nombramiento de un nuevo primer ministro se alargarían durante cuatro días hasta lograr un acuerdo entre las principales fuerzas políticas. El elegido fue el economista Lukás Papadimos, quien tomó posesión de su cargo el día 11 de diciembre de 2011.
En el año 2015, Giórgos Papandréou abandona el PASOK por desavenencias con la cúpula del partido ante los continuos pactos con Nueva Democracia. Papandreu decide entonces formar un nuevo partido: el Movimiento de Socialistas Democráticos. En las elecciones parlamentarias de enero de 2015 no consigue representación parlamentaria.